# Anomala hirsutoides
Anomala hirsutoides är en skalbaggsart som beskrevs av Lin 1996. Anomala hirsutoides ingår i släktet Anomala och familjen Rutelidae. Inga underarter finns listade i Catalogue of Life.